# Zephürosz

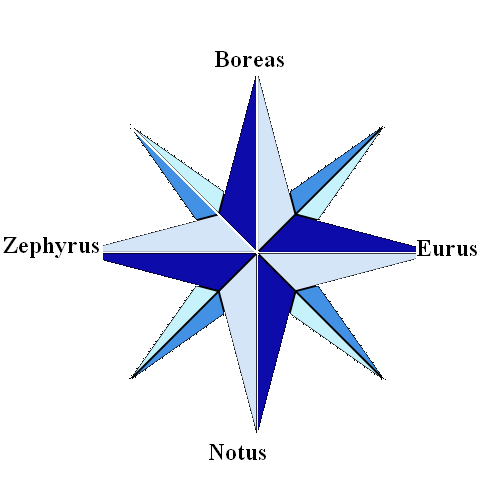
Szélrózsa

Zephürosz a görög mitológiában a nyugati szél istene, Éósz és Asztraiosz fia, Boreász, Eurosz, Phószphorosz és valamennyi csillag testvére. Zephürosz volt a szelek közül a legenyhébb, és a növények oltalmazójaként tisztelték, mivel csapadékot hozó isten volt. (A nyugati szél Itáliának a tavasz kezdetét jelentette, ellenben a görögöknek rendszerint vihart és esőt hozott.) Szárnyakat viselt, éppúgy, mint testvérei, és szakálltalan fiatalemberként ábrázolták, aki palástjából virágokat szór.
Khlorisztól született fia Karposz, aki Zeusz rendelkezése szerint a gyümölcsök istene lett. A Podarge nevű hárpia révén apja lett Akhilleusz két híres lovának, Xanthosnak és Baliosnak, és egy másik révén pedig Arionnak.
Apollónnal együtt törekedett elnyerni egy ifjú spártai herceg, Hüakinthosz szerelmét. Mivel az ifjú Apollónt választotta, Zephürosz azzal bosszulta meg magát, hogy egy diszkoszvetés alkalmával Apollón diszkoszát eltérítette, Hüakinthosz fejére ejtette és így halálát okozta. Az ifjú kicsöppenő véréből teremtette Apollón a jácintot.
Ámor és Pszükhé történetében Zephürosz szállította Pszükhét és nővéreit Ámor palotájába.
Képzőművészeti ábrázolásai közül napjainkig fennmaradt az, mely Athénben a szelek tornyának nevezett épületen látható. Ez egy nyolcszögletű torony, amelynek oldalain a nyolc fő szél domborműve található. Zephürosznak volt Attikában egy saját oltára az Eleusziszba vezető szent úton.
Római megfelelője Favonius, a virágok és földi gyümölcsök védője, melléknevei Hangosanzúgó, Zajos.

## Külső hivatkozások
- Pecz Vilmos: Ókori lexikon / Szelek
- P.B. Shelley: Óda a nyugati szélhez
- Dr. Gábli Cecília: Plinius a szelekről[halott link]